# Footloose (1984)
Footloose is een Amerikaanse film uit 1984. De pop-klassieker Footloose van Kenny Loggins komt uit deze film.

## Verhaal
De film gaat over de tiener Ren die met zijn moeder van Chicago (Illinois) naar Bomont verhuist. Hij maakt nieuwe vrienden, ook de mooie Ariel heeft vanaf het begin zijn aandacht. Ren is bezeten door muziek en dansen, en dat is in Bomont verboden. Dominee Moore is ertegen omdat zijn zoon na een nachtje fuiven is omgekomen in een ongeval. Ren blijft volhouden en kan de dominee, de vader van Ariel, overtuigen een dansavond te organiseren.  

## Rolverdeling
| Acteur               | Personage            |
| -------------------- | -------------------- |
| Kevin Bacon          | Ren                  |
| Lori Singer          | Ariel                |
| John Lithgow         | Eerwaarde Shaw Moore |
| Dianne Wiest         | Vi Moore             |
| Chris Penn           | Willard              |
| Sarah Jessica Parker | Rusty                |
| John Laughlin        | Woody                |
| Elizabeth Gorcey     | Wendy Jo             |
| Frances Lee McCain   | Ethel McCormack      |
| Jim Youngs           | Chuck                |
| Douglas Dirkson      | Burlington Cranston  |
| Lynne Marta          | Lulu                 |
| Arthur Rosenberg     | Wes                  |
| Timothy Scott        | Andy Beamis          |
| Alan Haufrect        | Roger Dunbar         |
| Linda MacEwen        | Eleanor Dunbar       |
| Kim Jensen           | Edna                 |
| Michael Telmont      | Travis               |
| Leo Geter            | Rich                 |
| Ken Kemp             | Jeff                 |
| Russ McGinn          | Herb                 |
| Sam Dalton           | Mr. Guantz           |
| H.E.D. Redford       | Widdoes              |
| Jay Bernard          | Harvey               |
| David Valenza        | Ploeglid             |
| Meghan Broadhead     | Sarah                |
| Mimi Broadhead       | Amy                  |
| Gene Pack            | Bernie               |
| Marcia Yvette Reider | Virginia             |
| John Perryman        | "Fat Cowboy"         |
| Mary Ethel Gregory   | Mrs. Allyson         |
| Oscar Rowland        | Mr. Walsh            |
| J. Paul Broadhead    | Mayor Dooley         |
| John Bishop          | Elvis                |
| Carmen Trevino       |                      |
| Melissa Renée Graehl |                      |
| Monica M. Da Silva   |                      |
| Terri Gay Ulmer      |                      |

## Prijzen
Kenny Loggins (uitvoerder van het gelijknamige lied Footloose) en Dean Pitchford (schrijver) waren in 1985 genomineerd voor een Oscar in de categorie "Beste Song", net als Tom Snow en Dean Pitchford voor Let's hear it for the boy. Daarenboven behaalden Loggins en Pitchford ook een nominatie bij de Golden Globes voor "Beste Song", ook in 1985. De soundtrack van Footloose werd, eveneens in 1985, genomineerd voor een Grammy in de categorie "Beste Instrumentale Compositie".

## Recensies
Roger Ebert meende in de Chicago Sun-Times van 1 januari 1984 dat de film niet in zijn opzet geslaagd was. In de film moest geprobeerd worden gelijktijdig de conflictsituatie in een kleine stad voor te stellen, de personages en gedragingen van de tieners te tonen en een muziekvideo te zijn. Volgens Ebert verdiende de film in geen van de drie doelstellingen een voldoende.